# Eugenio Giani
Eugenio Giani (Empoli, 30 giugno 1959) è un politico italiano, dall'8 ottobre 2020 presidente della Regione Toscana.

## Biografia
Nato a Empoli (Firenze), ma originario della vicina San Miniato (Pisa), risiede a Sesto Fiorentino (Firenze). Conseguita la laurea magistrale in giurisprudenza all'Università di Firenze, inizia il praticantato legale nello Studio di Alberto Predieri.
Sposato con Angela Guasti, ha due figli: Gabriele (1999) e Lorenzo (2008).

### Attività letteraria
Appassionato di storia medievale e contemporanea, pubblica numerosi libri che ripercorrono le vicende della città di Firenze e della Toscana. È autore di saggi e libri di carattere sportivo e culturale e storico, tra i quali il volume Firenze giorno per giorno, nel quale si identifica un evento storico su Firenze per ogni giorno dell'anno, Festività fiorentine, insieme a Luciano Artusi e Anita Valentini, Il corteo della Repubblica Fiorentina con Luca Giannelli e in ultimo il libro su Il centocinquantesimo anniversario del plebiscito in Toscana per l'unità d'Italia (11-12 marzo 1860) insieme ad Anita Valentini.
È stato presidente della Società Dantesca Italiana dal 2011 al 2015 e presidente dell'Ente Casa Buonarroti dal 2008 al 2016. Dal 2015 è presidente del Museo Casa di Dante.

## Attività politica

### Consigliere e Assessore comunale di Firenze
Alle elezioni amministrative del 1990 si candida al consiglio comunale di Firenze, tra le liste del Partito Socialista Italiano (PSI), risultando eletto consigliere comunale e venendo confermato nel ruolo alle amministrative del 1995, 1999 e 2004, svolgendo negli anni funzioni di presidente della Commissione consiliare per l'elaborazione dello statuto e poi più volte assessore, dalla Mobilità ai Lavori Pubblici, dallo Sport alle Tradizioni popolari fiorentine, dalla Toponomastica alle Relazioni internazionali e infine alla Cultura nelle giunte comunali di Giorgio Morales e Leonardo Domenici.
All'interno del PSI ha militato a lungo nella sinistra del partito, che, con il suo scioglimento, aderisce alla confluenza nei Socialisti Italiani di Enrico Boselli e Ottaviano Del Turco e successivamente nei Socialisti Democratici Italiani (SDI), dove si colloca nella corrente Alleanza Riformista, dove si raccolgono i seguaci di Del Turco.
Nel 2007, quando nello SDI prevalse la scelta di Boselli di far rinascere il PSI, segue la scissione di Alleanza Riformista, favorevole alla confluenza nel Partito Democratico (PD), nel movimento temporaneo in vista della confluenza totale nel nascente partito, a cui aderisce al comitato promotore.

### Presidente del Consiglio comunale di Firenze
Alle elezioni amministrative del 2009 viene eletto per la quinta volta consigliere comunale di Firenze, ricevendo il maggior numero di preferenze tra i consiglieri comunali. Il successivo 13 luglio viene eletto presidente del Consiglio Comunale di Firenze.
Nel 2012 è stato tra i quattro consiglieri comunali del PD che, contro le indicazione del partito, hanno supportato la mozione del Popolo della Libertà per intitolare una via cittadina a Bettino Craxi, che viene tuttavia respinta con 10 voti a favore su 36.

### Presidente del Consiglio regionale della Toscana

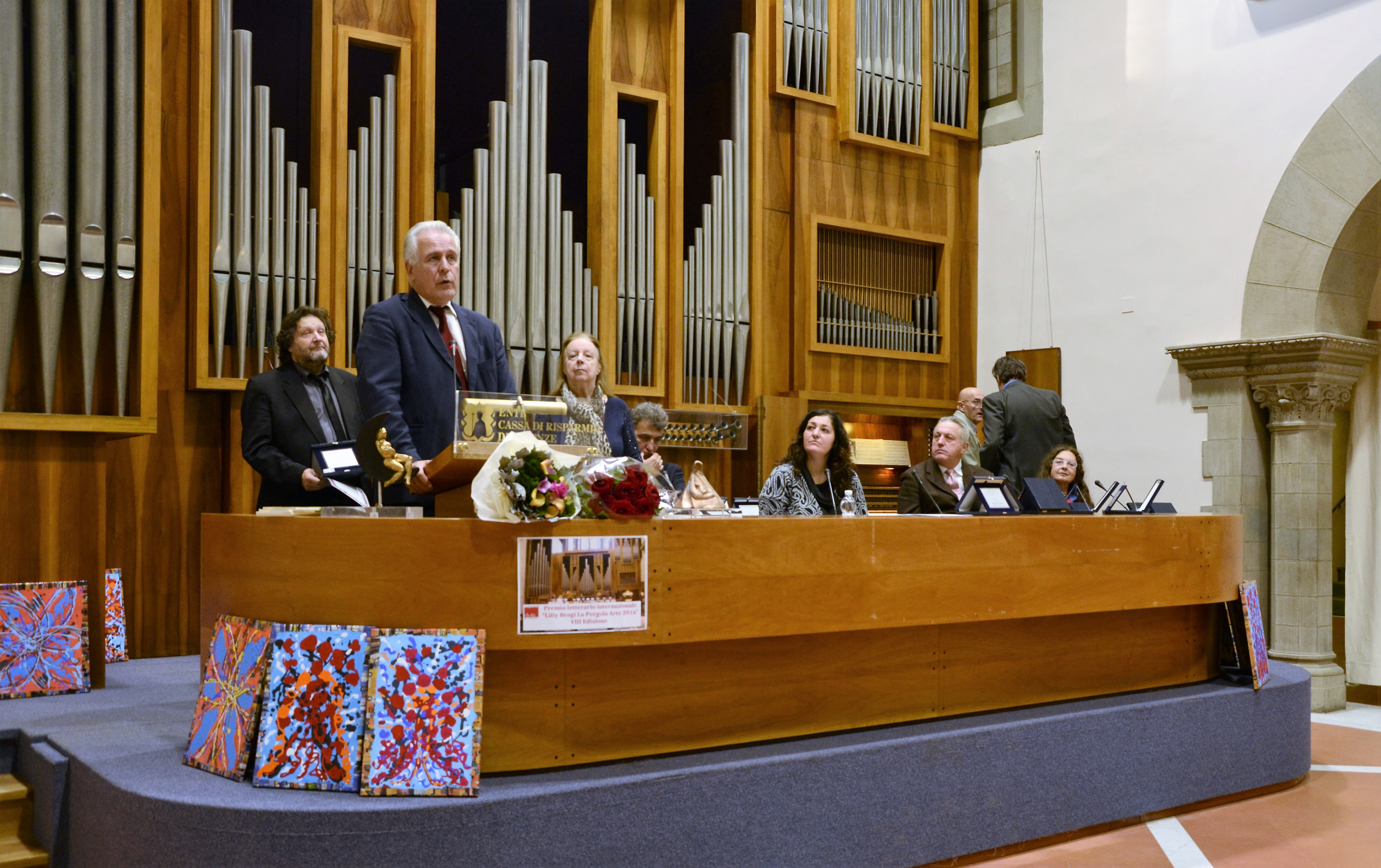
Eugenio Giani a un premio letterario nel 2016

Alle elezioni regionali in Toscana del 2015 si candida col Partito Democratico, nella mozione del presidente uscente Enrico Rossi, risultando eletto nel collegio di Firenze 1 con 10.505 preferenze in consiglio regionale della Toscana, di cui viene eletto presidente. Durante il suo mandato da consigliere regionale, è stato il promotore della legge regionale 59/2015 che prevede la presenza dei rappresentanti della Regione in occasioni istituzionali con fascia bianco e rossa, colori della Toscana, oltre a molte leggi a sostegno dell'economia locale e delle tradizioni popolari.

### Presidente della Regione Toscana

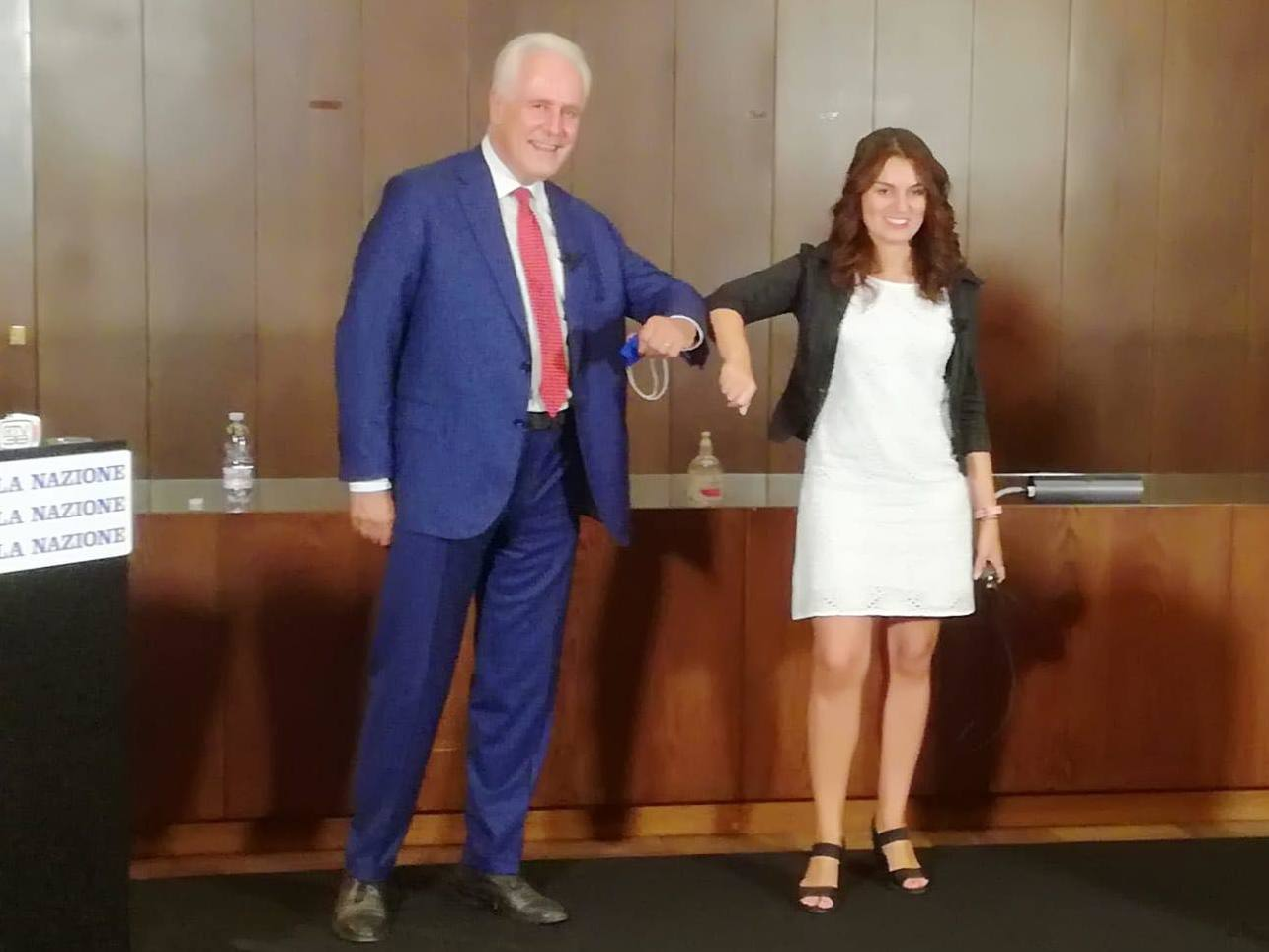
Giani con la candidata di centro-destra Susanna Ceccardi al confronto del 13 luglio 2020 nell'auditorium de La Nazione a Firenze.

A dicembre 2019, in vista delle elezioni regionali del 2020, viene lanciata la sua candidatura alla presidenza della Regione Toscana senza primarie, con un documento sottoscritto da quindici fra partiti e movimenti «civici, riformisti, liberaldemocratici e progressisti», tra cui Partito Democratico, Italia Viva, +Europa, PSI, Azione ed Europa Verde, e dopo un lungo confronto anche da "2020 a Sinistra" e Articolo Uno vicini al presidente uscente Rossi..
Alla tornata elettorale, candidato alla presidenza e sostenuto da una coalizione composta da: PD (con un candidato di Democrazia Solidale), Italia Viva - +Europa, Sinistra Civica Ecologista (con candidati di Articolo Uno, Comunità Civica Toscana, 2020 a Sinistra e Possibile), Orgoglio Toscana per Giani Presidente (con candidati di PSI, Partito Repubblicano Italiano, Italia dei Valori e Centro Democratico), Europa Verde Progressista Civica e Svolta! (con candidati di Volt, Toscana nel Cuore e Italia in Comune), oltre ad essere sostenuto esternamente da Azione, viene eletto presidente con il 48,62% dei voti e superando i candidati del centro-destra, nonché europarlamentare, Susanna Ceccardi (40,46%) e del Movimento 5 Stelle Irene Galletti (6,4%)..

## Impegno in ambito sportivo
Nell'estate 2002, da assessore allo sport del comune di Firenze assieme al sindaco Leonardo Domenici, è stato impegnato attivamente per la rinascita della Fiorentina. Il 1º agosto 2002 si reca in Consiglio federale a Roma nella sede della Federazione Italiana Giuoco Calcio, per evitare che la Fiorentina, radiata, ripartisse dalla terza categoria tra i dilettanti. Chiede una deroga alla radiazione attraverso la costituzione di una nuova società che potesse ripartire almeno dalla Serie C2, appellandosi all'articolo 52 del Codice sportivo per il calcio. La sera stessa, con il sindaco Domenici, costituiscono a loro nome la nuova società che nei giorni successivi fu ceduta alla famiglia Della Valle, che il 10 agosto capitalizzò la nuova società che giocò quella stagione sportiva con il nome di Florentia Viola, prima del riacquisto dei titoli sportivi dal curatore fallimentare.

## Opere
- Firenze e la Fiorentina, Firenze, 2005
- Il Corteo della Repubblica Fiorentina con Luca Giannelli, Firenze, 2002
- Porta Romana, due piazze e un parcheggio in Oltrarno, insieme a Franco Cesati, Firenze, 1997, Nuova Grafica Fiorentina per Loggia de' Lanzi
- L'Iris di Firenze, fiore e stemma della Città, Alessandra Perugi, presentazione, 2013, Il Valico Edizioni